# St. Brieux
St. Brieux es un pueblo canadiense situado en la provincia de Saskatchewan.

## Superficie
St. Brieux tiene una superficie de 2,56 km².

## Demografía
En 2021, tenía 638 habitantes, una densidad poblacional de 249,7 hab./km², y 268 viviendas.